# 比尔·芬格
米尔顿·“比尔”·芬格（1914年2月8日– 1974年1月18日），曾经是一位美国的连载漫画和漫画书作家，最为人熟知的便是与鲍勃·凯恩共同创作了DC漫画的人物蝙蝠侠，且目前始终为一名无归属的实际创造者，以及合作设计系列的开发。在芬格去世数年后，凯恩承认了他的贡献。
在早期70年代，比爾確實又再度替DC撰寫漫畫，他開始寫懸疑故事，週五要交兩篇稿件。
他只交了一篇然後就回家，應該是要回去完成第二篇。
在1974年1月18號，他獨自住在曼哈頓的小公寓裡，可憐的獨自一人死去。
查爾斯：「我已經很多天沒有比爾的消息，我有他公寓的備份鑰匙，於是就去了他的公寓。
他還遲繳房租，房東在門上貼了搬遷通知。
我用備份鑰匙把門打開，我走向他，他蓋著一條棉被拉到臉這麼高。
我把棉被往下拉，一直盯著他看、一直看、一直看...毫無動靜，什麼都沒有。
我伸手，搖晃他的肩膀。什麼都沒有。」
芬格先生还写了很多原创1940年代的绿灯侠的故事通过共同创造原创绿灯侠 (艾伦·斯科特)，并继续致力于许多其他漫画系列的发展。
他去世后即于1994年纳入了漫画产业的卡比名人堂，以及1999年的艾斯纳意志奖漫画名人堂。且他的名字也为日后以他名字命名的比尔·芬格奖奠定了基础，该奖项由杰里·罗宾逊创立，并且每年于圣地亚哥国际动漫展（San Diego Comic-Con International）上纪念其卓越的漫画书写作成就。

## 延伸阅读
- Jones, Gerard. . 基本图书公司. 2004年. ISBN 0-465-03657-0.